# Joachim Franke (Widerstandskämpfer)
Joachim Franke (* 8. Januar 1905 in Eisleben; † 18. August 1942 in Berlin-Plötzensee) war ein deutscher Ingenieur, der sich in der Herbert-Baum-Gruppe aktiv am Widerstand gegen den Nationalsozialismus beteiligte.

## Leben
Er arbeitete im Kabelwerk Oberspree in Berlin und gehörte dort einer illegalen Gruppe von Widerstandskämpfern an, die durch Sabotage kriegswichtige Produkte unbrauchbar machten. Bei der Planung zum Anschlag auf die Ausstellung Das Sowjet-Paradies war er maßgeblich beteiligt, so wurden unter anderem die Zündsätze in seiner Wohnung hergestellt. Gemeinsam mit Herbert Baum und Werner Steinbrink legte er am 18. Mai den Brandsatz, der jedoch nur geringen Schaden verursachte. Im Anschluss wurde er mit anderen Gruppenmitgliedern verhaftet, am 16. Juli zum Tode verurteilt und am 18. August 1942 im Strafgefängnis Plötzensee hingerichtet. Verdächtigungen, dass Franke die Gruppe an die Gestapo verraten hat, wurden nicht bestätigt. Sie beruhen vor allem darauf, dass seine Ehefrau Erika Franke im späteren Prozess freigesprochen wurde.
Im Urteil des Volksgerichtshofes vom 10. Dezember 1942 „gegen Heinz Rotholz und Andere“ heißt es: „…, gehörten zwei illegalen miteinander in Verbindung stehenden kommunistischen Gruppen an, … Die eine Gruppe stand unter der Führung eines gewissen Franke, der Leiter der anderen Gruppe, der ausschließlich Juden angehörten, war der Jude Baum; beide waren an dem Anschlag beteiligt; …“

## Gedenkstein

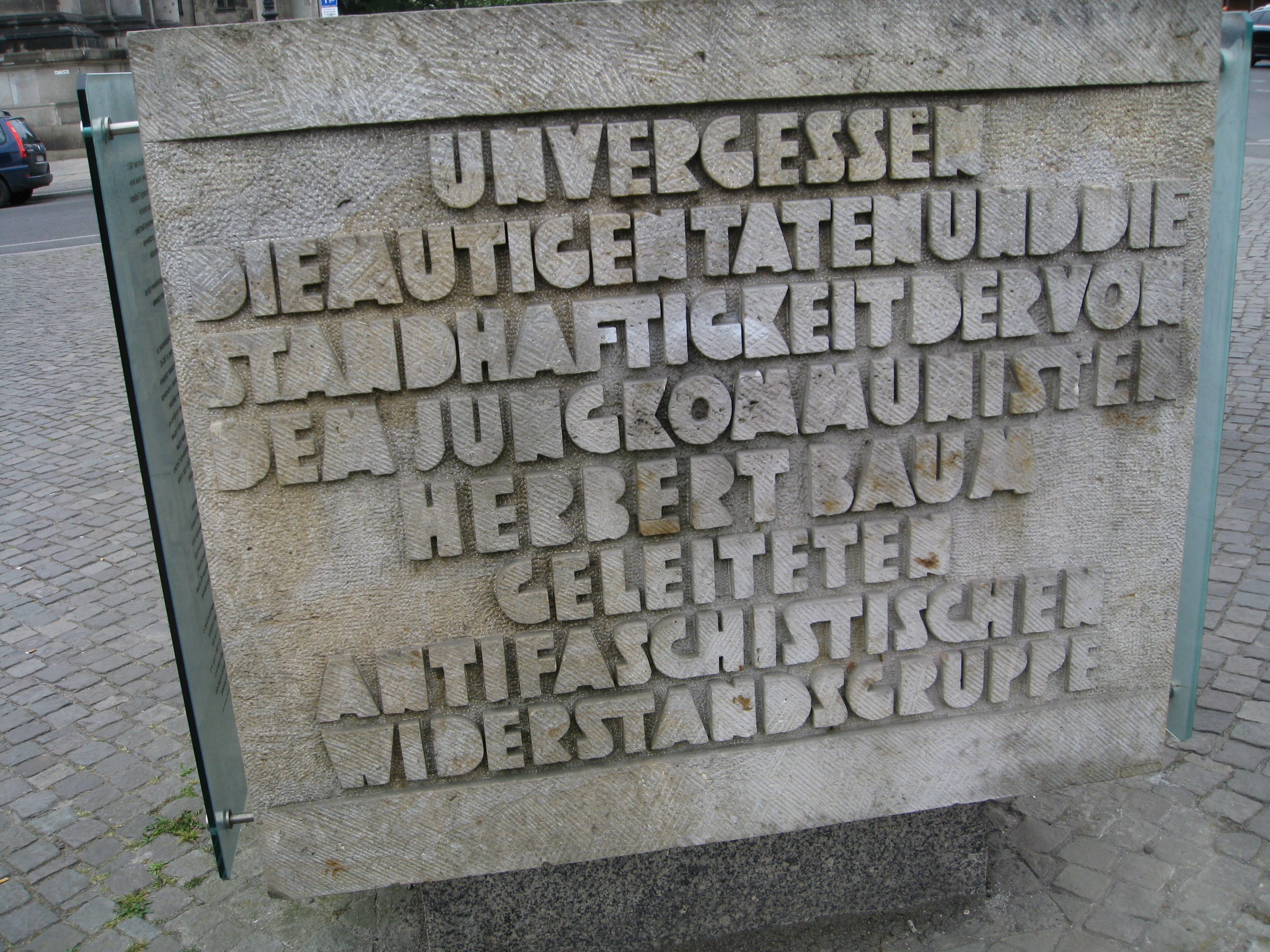
Der Berliner Gedenkstein im Lustgarten

Heute erinnern ein der Baum-Gruppe gewidmeter Gedenksteine in Berlin namentlich auch an Joachim Franke.
Dieser von Bildhauer Jürgen Raue gestaltete Gedenkstein wurde 1981 im Auftrag des Magistrats von Berlin (Ost) ohne nähere Informationen über die Widerstandsaktion im Lustgarten aufgestellt.